# Natovenator
Natovenator is een geslacht van vleesetende theropode dinosauriërs, behorend tot de Dromaeosauridae, dat tijdens het Late Krijt, tussen 100 en 66 miljoen jaar geleden, leefde in het gebied van het huidige Mongolië.

## Vondst en naamgeving
In 2008 vond een Koreaans-Mongoolse expeditie bij de Hermiin Tsav, in de provincie Ömnögovĭ, het skelet van een kleine theropode. Het fossiel werd geprepareerd door H-J Lee.

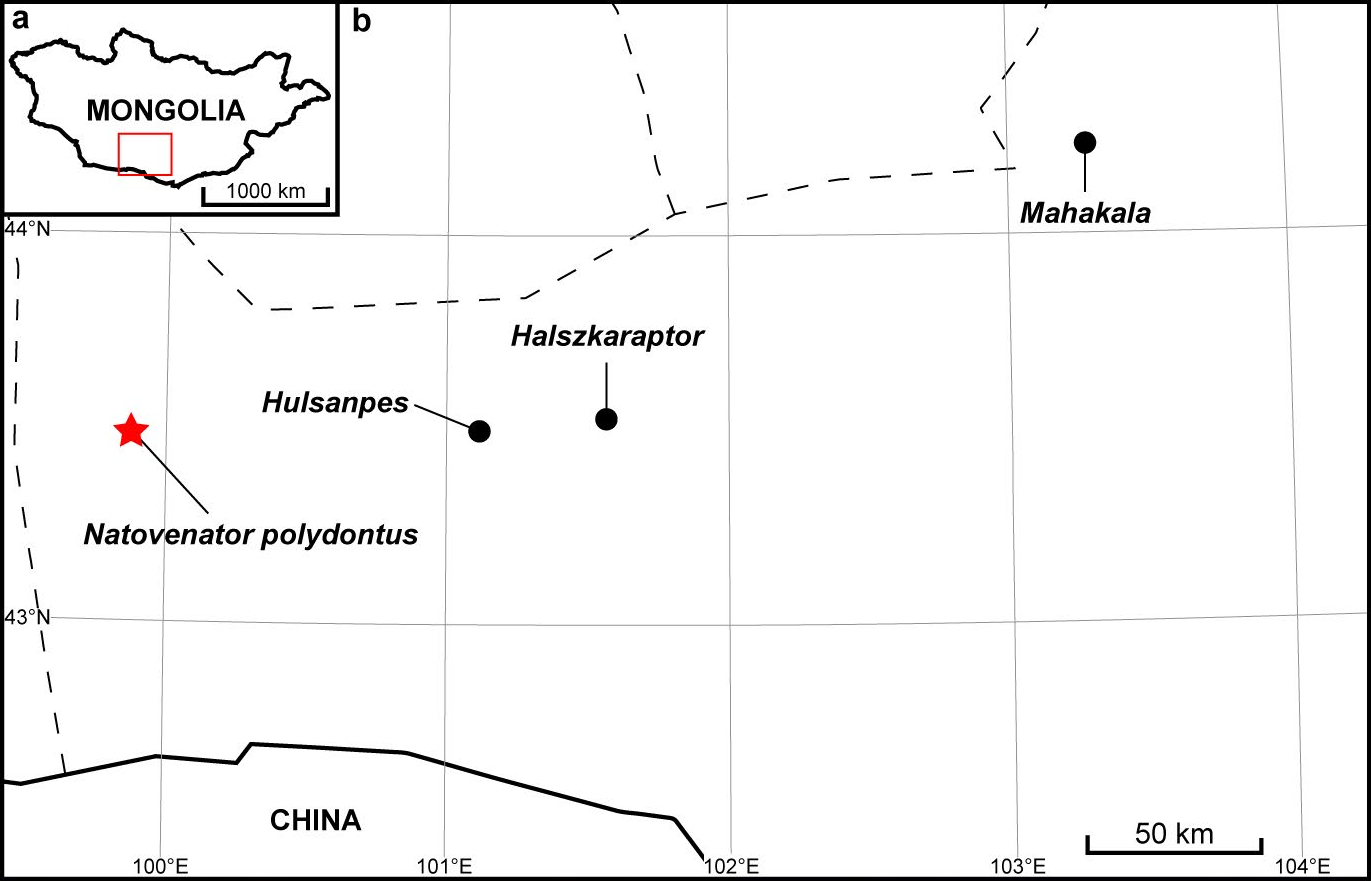
De vondstlocatie

In 2022 werd de typesoort Natovenator polydontus benoemd en beschreven door Sungjin Lee, Yuong-Nam Lee, Philip John Currie, Robin Sissons, Jin-Young Park, Su-Hwan Kim, Rinchen Barsbold en Khishigjav Tsogtbaatar. De geslachtsnaam is afgeleid van het Latijn natare, "zwemmen", en venator, "jager", een verwijzing naar de zwemmende levenswijze als roofdier. De soortaanduiding is een combinatie van het Grieks πολύς, polys, "veel" en ὀδούς, odous, "tand", een verwijzing naar het grote aantal tanden in de praemaxilla. Omdat de naam werd gepubliceerd in een elektronisch tijdschrift waren Life Science Identifiers nodig voor de geldigheid ervan. Deze waren E50586D4-1135-49B8-9912-3B3A4261CEBF voor het geslacht en 9A6C7438-1B6D-4026-AF55-76B604055EA8 voor de soort.
Het holotype, MPC-D 102/114, is gevonden in een laag zandsteen van de Barun Goyotformatie die dateert uit het Opper-Krijt, wellicht het vroege Maastrichtien. Het bestaat uit een vrij volledig en in anatomisch verband liggend skelet met schedel. De rechteronderarm, het rechterdijbeen, het rechterscheenbeen, de linkervoet, de zitbeenderen en het puntje van de staart ontbreken. Het fossiel is driedimensionaal bewaard gebleven zonder veel compressie. Er werden geen andere fossielen toegewezen.

## Beschrijving

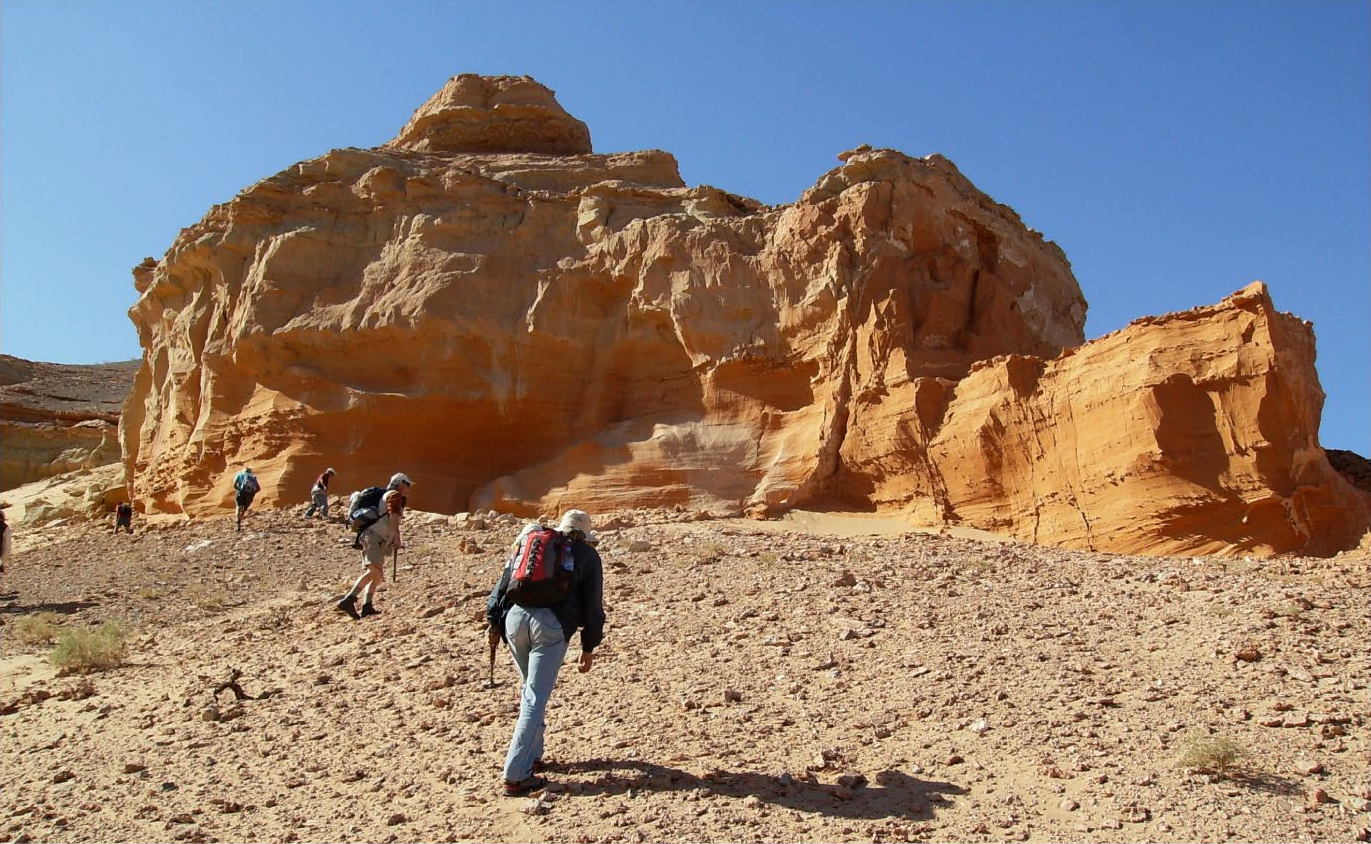
De Hermiin Tsav

### Grootte en onderscheidende kenmerken
Natovenator is een vrij kleine soort, niet veel meer dan een halve meter lang.

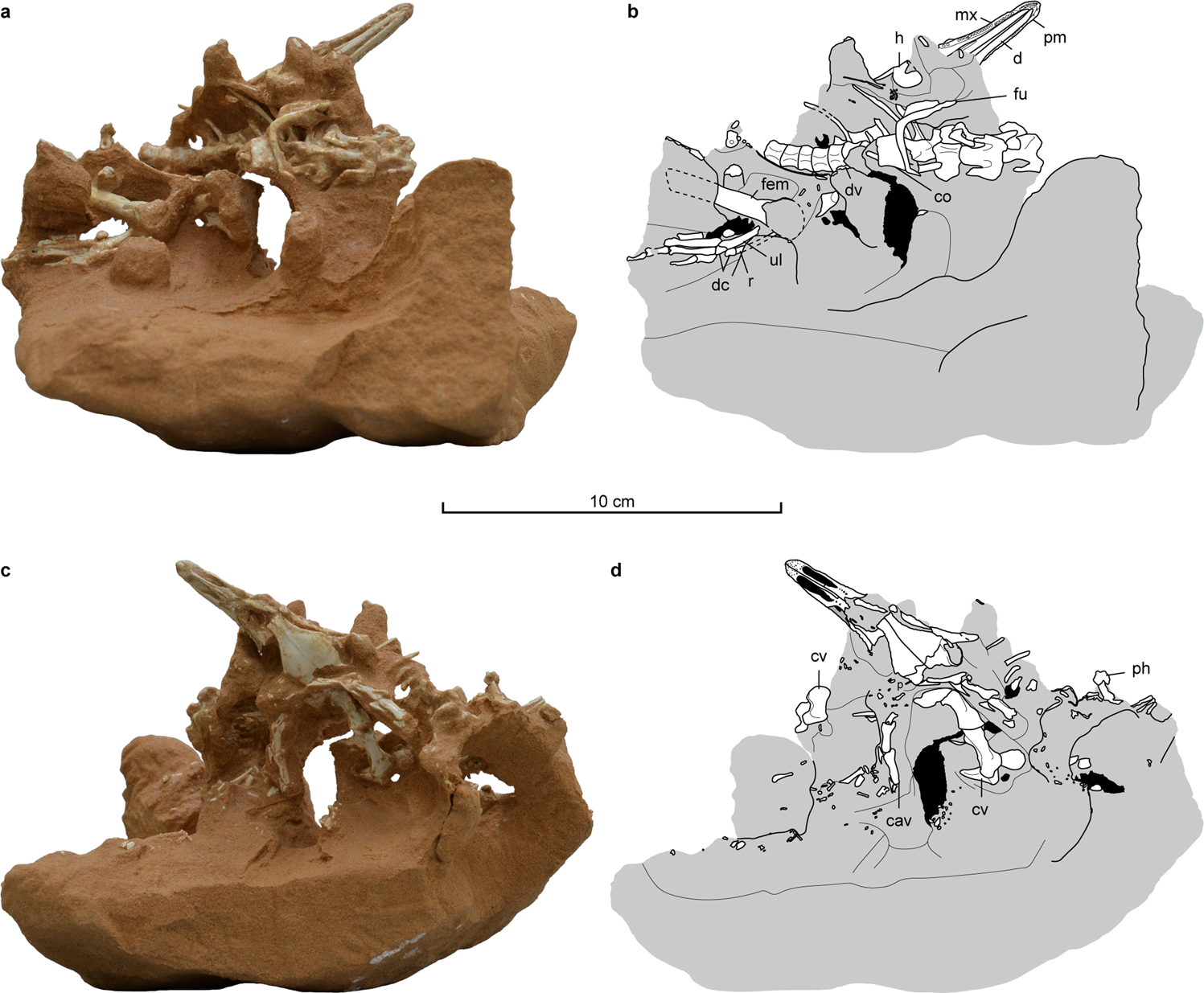
Het blok van het holotype

De auteurs van het beschrijvende artikel wisten enkele onderscheidende kenmerken vast te stellen. Het gaat om autapomorfieën, unieke afgeleide (nieuwe) eigenschappen. De praemaxilla, het voorste snuitbot, heeft op de bovenste voorrand een brede groeve, aan iedere kant begrensd door een richel. De praemaxillae (van beide zijden samen) hebben langwerpige opgaande takken die tussen de neusbeenderen steken, de neusbeenderen aan de bovenzijde overlappen en tot achter de neusgaten uitsteken. De praemaxilla draagt dertien tanden die groot zijn en de vorm hebben van snijtanden. De eerste drie (maxillaire) tanden van het bovenkaaksbeen zijn sterk gereduceerd en vormen een cluster die tegen de vierde tand aanligt, zonder onderling gescheiden te zijn door tussenschotten van hun tandkassen. Het neusgat is horizontaal zeer langgerekt, ongeveer 30% van de lengte van de schedel vóór de oogkas beslaand. De processus paroccipitales, de uitsteeksels aan de achterzijde van de schedel die als hefbomen dienen om de kop te zwenken, hebben een van voor naar achter breed bovenvlak. Het verhemeltebeen heeft een langwerpige tak richting bovenkaaksbeen die uitsteekt tot voorbij het midden van de fenestra antorbitalis, de grote schedelopening in de snuitwand. Het pterygoïde, het achterste bot van het verhemelte, heeft een diepe groeve op de binnenzijde van de tak die naar het quadratum loopt. De atlas, de eerste halswervel, heeft op iedere zijwand een opvallend uitsteeksel dat schuin naar achteren en buiten gericht is. De halswervels missen pleurocoelen, pneumatische uithollingen in de zijwanden waardoorheen de luchtzakken de wervel indringen, met mogelijke uitzondering van de vijfde halswervel die bij het fossiel ontbreekt. De ribben van de borstkas hebben schuin naar achteren en bezijden gerichte bijna horizontale bovenste schachten. Het tweede middenhandsbeen is zandlopervormig met een opvallend holle binnenzijde en buitenzijde.

### Skelet

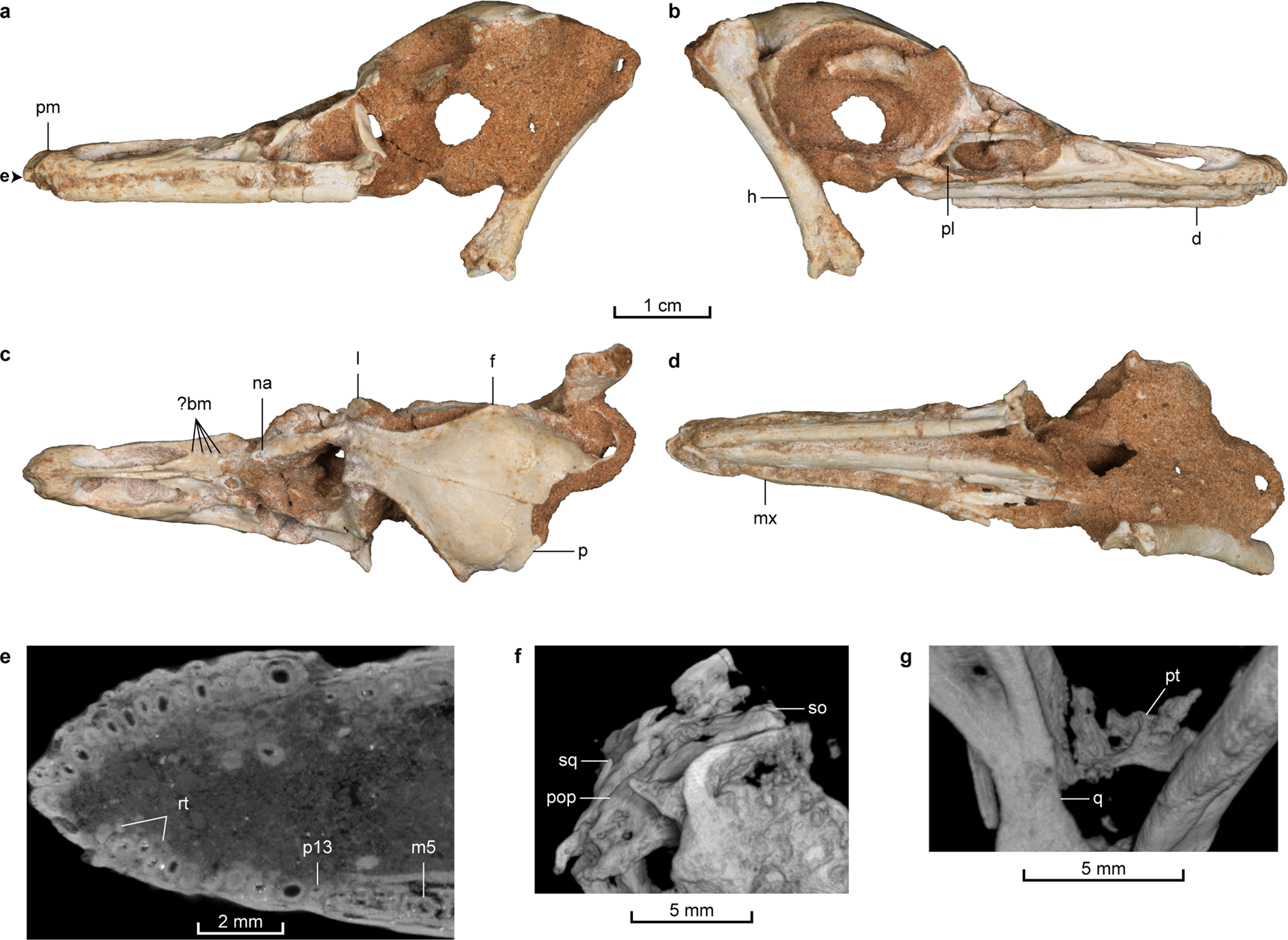
De kop

#### Schedel
De kop maakt een vogelachtige spitse indruk. De snuit is relatief breed en laag. De praemaxilla wordt doorboord door talrijke foramina die verbonden zijn met een complex systeem van neurovaculaire kamers. Het neusgat ligt evenwijdig aan de beennaad tussen praemaxilla en bovenkaaksbeen. Het ligt hoog en is schuin naar boven gericht. Het voorhoofdsbeen is gewelfd om plaats te bieden aan een grote oogkas. Wandbeenderen en squamosa vormen een scherpe nekkam. De processus paroccipitales zijn afhangend als bij Mahakala. Een verschil met die verwant is dat in de oorzone de uitholling van de recessus tympanicus dorsalis maar ondiep is.
Iedere onderkaak bestaat vooraan uit een slank dentarium met een evenwijdige bovenrand en onderrand. Achteraan is het surangulare gedeeltelijk versmolten met het articulare. Het surangulare heeft op de buitenwand een opvallend horizontaal beenplateau. Het retroarticualir uitsteeksel achteraan, de hefboom waarmee de muil geopend wordt, steekt naar boven en binnen uit en is waaiervormig.

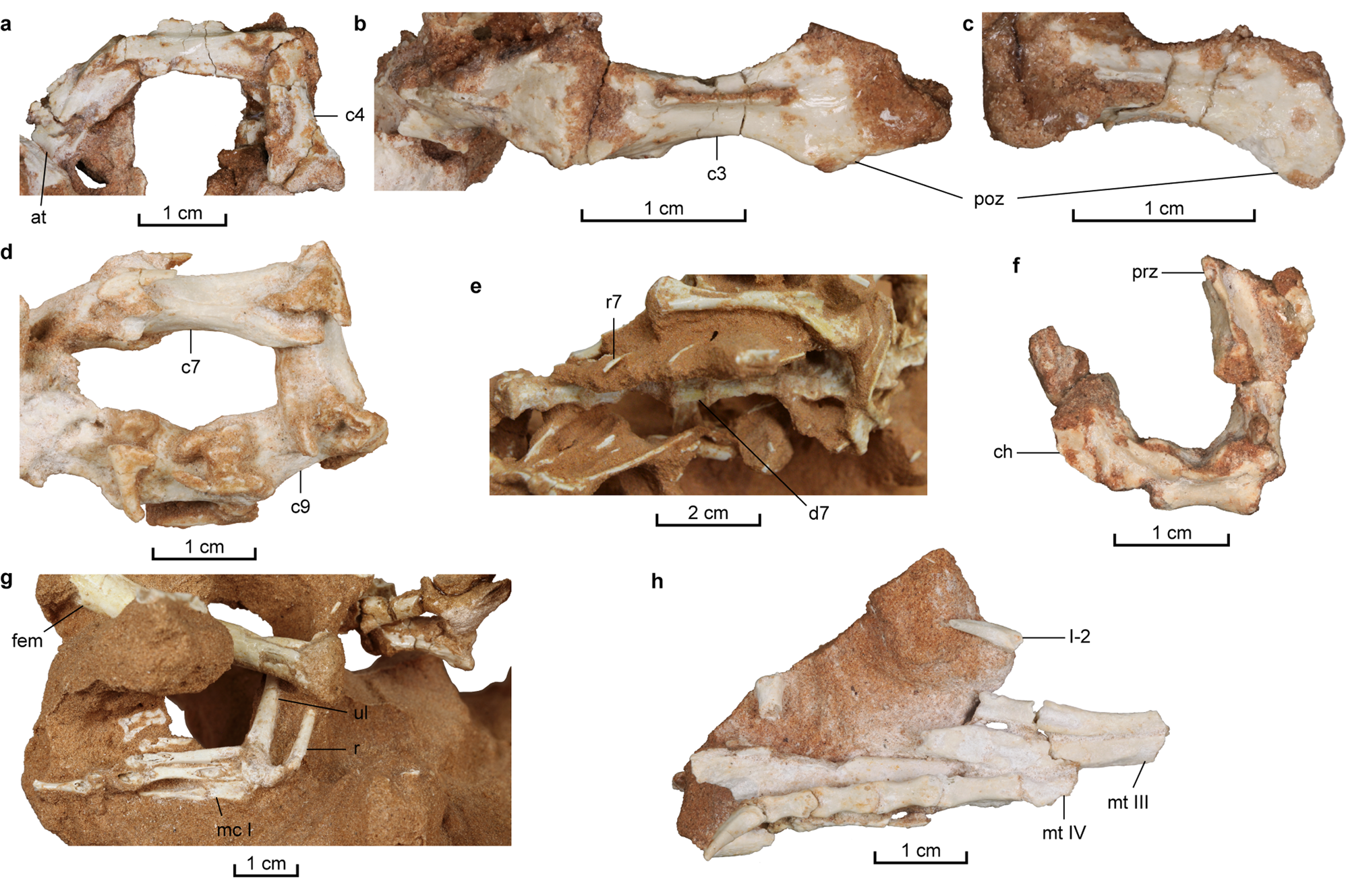
Postcrania

Het cranium toont een opvallende heterodontie, verschil in tandvorm. Het aantal tanden in de praemaxilla is zeer hoog, met dertien twee meer dan bij de verwant Halszkaraptor. De meeste dromaeosauriden hebben er maar vier. De premaxillaire tandkronen zijn recht en lang en ook de wortels zijn lang. Daarbij zijn vervangingstanden zichtbaar die, hoewel ze nog niet uitgekomen zijn, ook al lange kronen hebben. Dat impliceert dat ze niet zeer snel gewisseld kunnen zijn. De drie voorste tanden in het bovenkaaksbeen, op de grens met de praemaxilla, zijn opvallend minuscuul. De verdere tanden hebben echter de normale afgeplatte dolkvorm bij dromaeosauriden, zij het dat ze kartelingen midden. Het aantal maxillaire en, in de onderkaak, dentaire tanden bedraagt minstens drieëntwintig zodat er in de kop als geheel minsten 118 tanden moeten hebben gestaan.

#### Postcrania

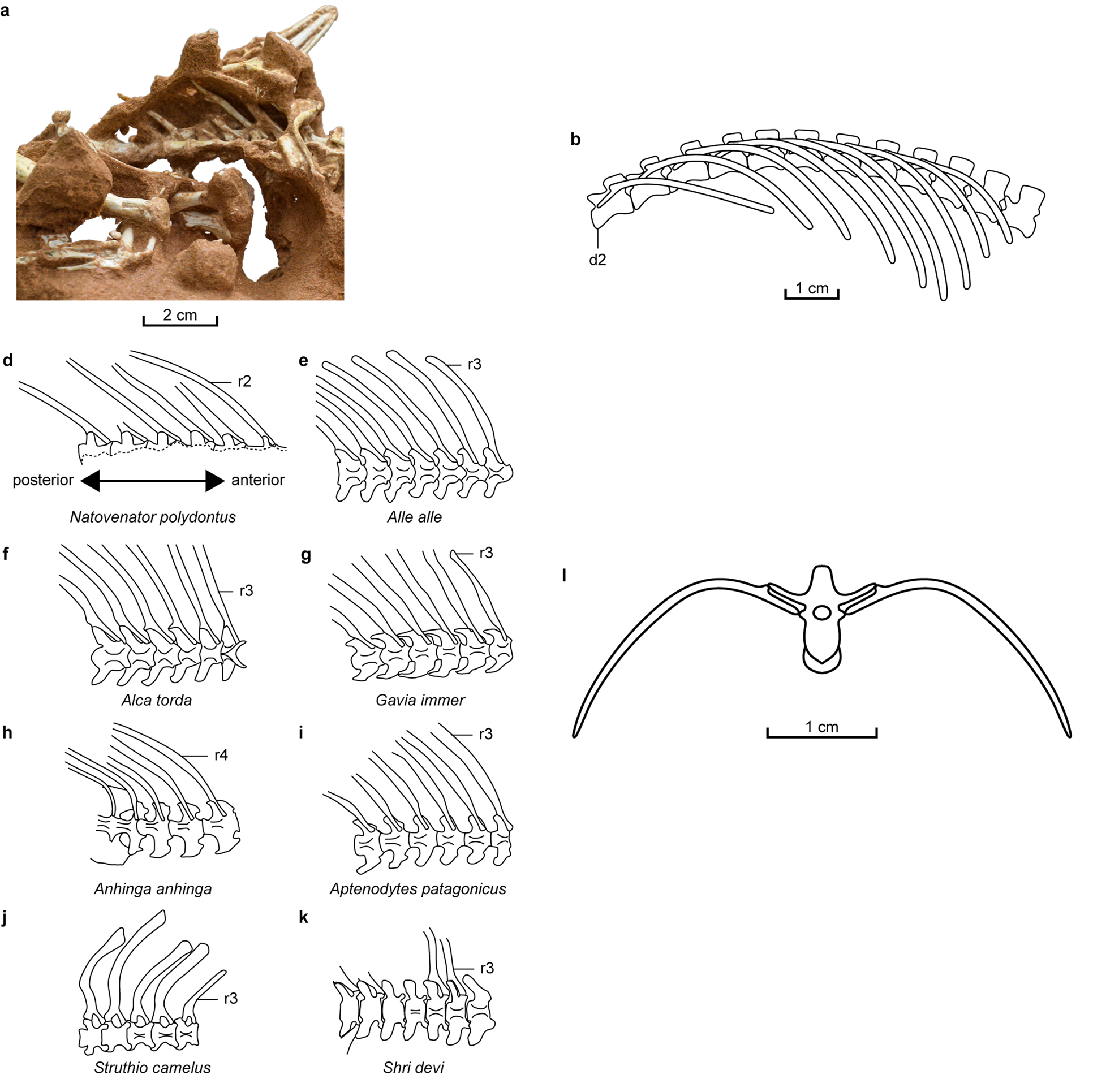
De vorm van de borstkas

De nek is lang. Dat komt niet door een vermeerdering van het aantal halswervels, dat tien bedraagt, maar door een verlenging van de individuele wervels. De nek is vermoedelijk langer dan de romp. Die lengte is dan nog minder dan bij Halszkaraptor waar de hals even lang is als de ruggenwervels en sacrale wervels samen. Bij de atlas is het doornuitsteeksel extra verlengd door een naar boven en achteren uitstekend blad. Net als bij Halszkaraptor zijn bij de voorste halswervels de achterste gewrichtsuitsteeksels tot één lob versmolten. Een verschil is echter dat de achterste halswervels geen pleurocoelen hebben.

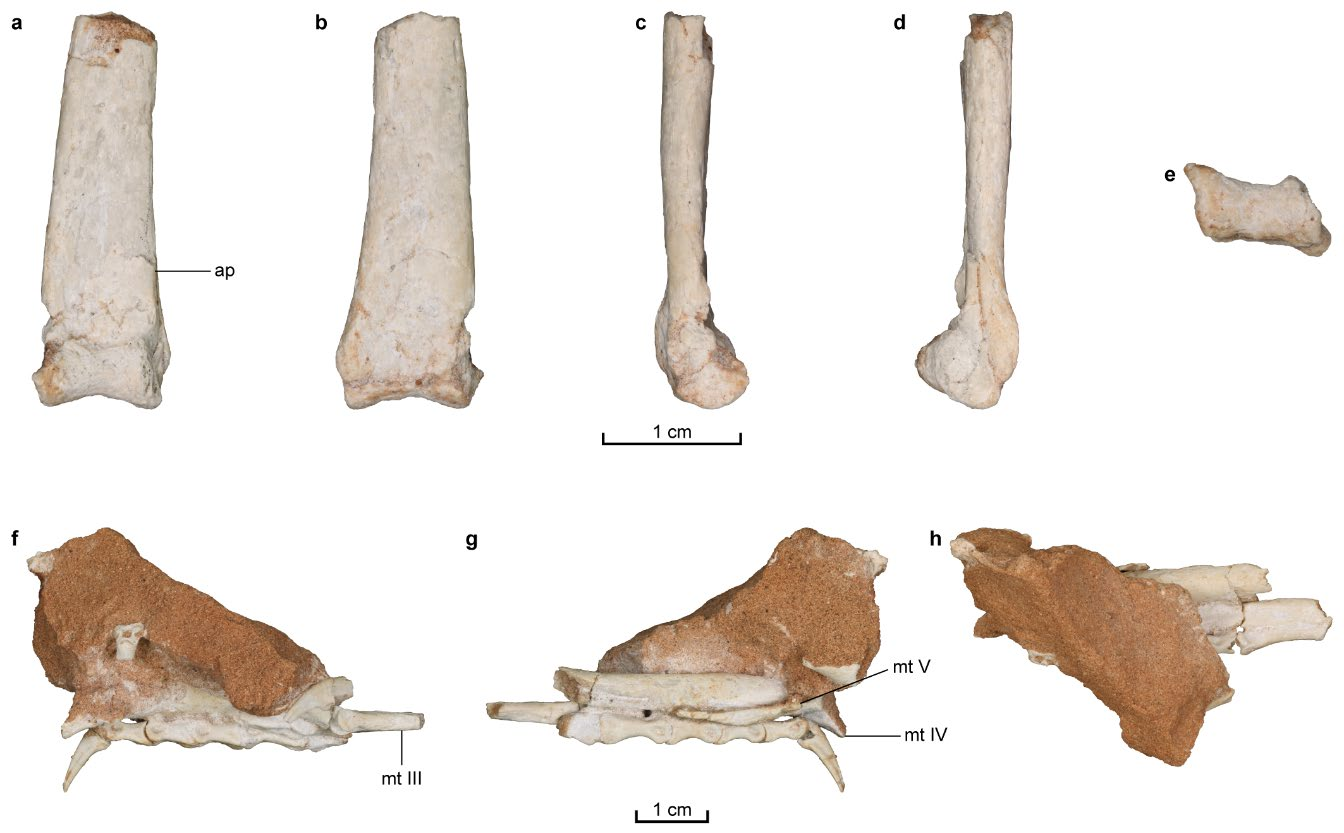
Elementen van de achterpoot

Er zijn minstens twaalf ruggenwervels. Ook zij missen pleurocoelen. Hun parapofysen, waar de voorste ribkoppen hechten, zijn hoog op de voorzijde van het wervellichaam geplaatst. In dat opzicht lijken ze meer op die van de Hesperornithiformes dan die van typische dromaeosauriden. De ribben zijn afgeplat en naar achteren gericht. De bovenste schachten staan vrijwel horizontaal in vooraanzicht, wat wijst op een afgeplatte borstkas. De voorste staartwervels zijn verlengd en hebben horizontale gewrichtsuitsteeksels met verbrede richels, laminae.
Het opperarmbeen is kort en aan de zijde van de elleboog afgeplat. De schacht van de ellepijp is overdwars afgeplat zodat een scherpe achterrand ontstaat zoals bij directe verwanten. Het derde middenhandsbeen is robuust en maar iets langer dan het tweede middenhandsbeen.
Het dijbeen heeft een lange richel op de achterzijde, ook weer een halszkaraptorine kenmerk. Het tweede en derde middenvoetsbeen hebben scharniergewrichten. Vermoedelijk was er een werkende sikkelklauw op de tweede teen. De onderzijde van het derde middenvoetsbeen heeft aan het distale uiteinde, bij de teen, een richel, wat andere halszkaraptorinen missen.

## Fylogenie

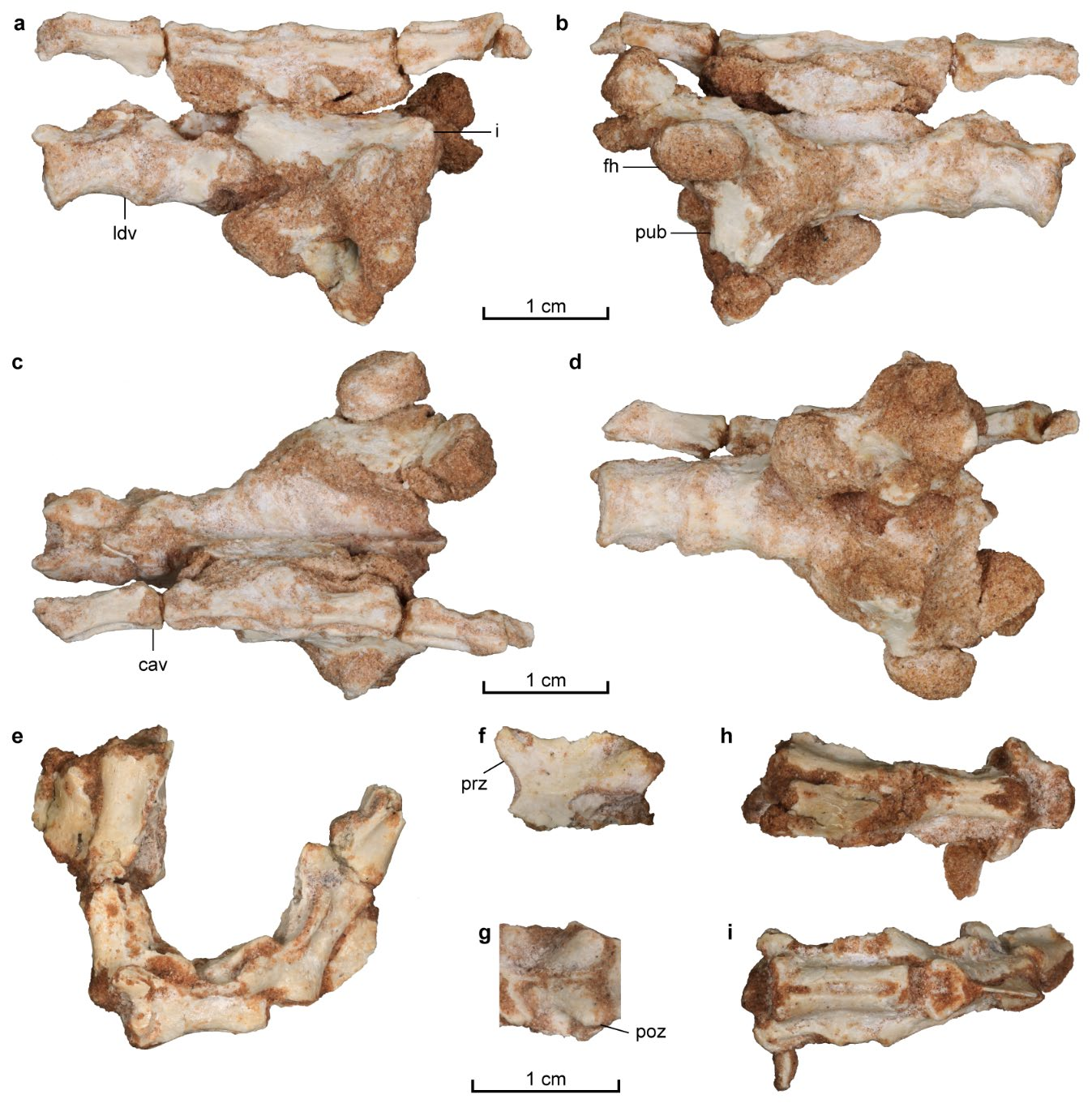
Sacrale wervels en staartwervels

Natovenator werd in de Dromaeosauridae geplaatst, in de Halszkaraptorinae. De geldigheid van die laatste groep is betwist en Natovenator zou aanvullend bewijs leveren dat het om een echte klade gaat.
Het volgende kladogram toont de positie van Natovenator in de evolutionaire stamboom volgens het beschrijvende artikel.
|  | Halszkaraptor                                                                        |
|  |                                                                                      |
|  | \| \| Natovenator \| \| \| \| \| \| Hulsanpes \| \| \| \| \| \| Mahakala \| \| \| \| |
|  |                                                                                      |
|  | Natovenator                                                                          |
|  |                                                                                      |
|  | Hulsanpes                                                                            |
|  |                                                                                      |
|  | Mahakala                                                                             |
|  |                                                                                      |

|  | Natovenator |
|  |             |
|  | Hulsanpes   |
|  |             |
|  | Mahakala    |
|  |             |

|  | Zhenyuanlong                                                    |
|  |                                                                 |
|  | Microraptoria                                                   |
|  |                                                                 |
|  | \| \| Bambiraptor \| \| \| \| \| \| Eudromaeosauria \| \| \| \| |
|  |                                                                 |
|  | Bambiraptor                                                     |
|  |                                                                 |
|  | Eudromaeosauria                                                 |
|  |                                                                 |

|  | Bambiraptor     |
|  |                 |
|  | Eudromaeosauria |
|  |                 |

|  | Zhenyuanlong                                                    |
|  |                                                                 |
|  | Microraptoria                                                   |
|  |                                                                 |
|  | \| \| Bambiraptor \| \| \| \| \| \| Eudromaeosauria \| \| \| \| |
|  |                                                                 |
|  | Bambiraptor                                                     |
|  |                                                                 |
|  | Eudromaeosauria                                                 |
|  |                                                                 |

|  | Bambiraptor     |
|  |                 |
|  | Eudromaeosauria |
|  |                 |

|  | Zhenyuanlong                                                    |
|  |                                                                 |
|  | Microraptoria                                                   |
|  |                                                                 |
|  | \| \| Bambiraptor \| \| \| \| \| \| Eudromaeosauria \| \| \| \| |
|  |                                                                 |
|  | Bambiraptor                                                     |
|  |                                                                 |
|  | Eudromaeosauria                                                 |
|  |                                                                 |

|  | Bambiraptor     |
|  |                 |
|  | Eudromaeosauria |
|  |                 |

|  | Zhenyuanlong                                                    |
|  |                                                                 |
|  | Microraptoria                                                   |
|  |                                                                 |
|  | \| \| Bambiraptor \| \| \| \| \| \| Eudromaeosauria \| \| \| \| |
|  |                                                                 |
|  | Bambiraptor                                                     |
|  |                                                                 |
|  | Eudromaeosauria                                                 |
|  |                                                                 |

|  | Bambiraptor     |
|  |                 |
|  | Eudromaeosauria |
|  |                 |

|  | Halszkaraptor                                                                        |
|  |                                                                                      |
|  | \| \| Natovenator \| \| \| \| \| \| Hulsanpes \| \| \| \| \| \| Mahakala \| \| \| \| |
|  |                                                                                      |
|  | Natovenator                                                                          |
|  |                                                                                      |
|  | Hulsanpes                                                                            |
|  |                                                                                      |
|  | Mahakala                                                                             |
|  |                                                                                      |

|  | Natovenator |
|  |             |
|  | Hulsanpes   |
|  |             |
|  | Mahakala    |
|  |             |

|  | Zhenyuanlong                                                    |
|  |                                                                 |
|  | Microraptoria                                                   |
|  |                                                                 |
|  | \| \| Bambiraptor \| \| \| \| \| \| Eudromaeosauria \| \| \| \| |
|  |                                                                 |
|  | Bambiraptor                                                     |
|  |                                                                 |
|  | Eudromaeosauria                                                 |
|  |                                                                 |

|  | Bambiraptor     |
|  |                 |
|  | Eudromaeosauria |
|  |                 |

|  | Zhenyuanlong                                                    |
|  |                                                                 |
|  | Microraptoria                                                   |
|  |                                                                 |
|  | \| \| Bambiraptor \| \| \| \| \| \| Eudromaeosauria \| \| \| \| |
|  |                                                                 |
|  | Bambiraptor                                                     |
|  |                                                                 |
|  | Eudromaeosauria                                                 |
|  |                                                                 |

|  | Bambiraptor     |
|  |                 |
|  | Eudromaeosauria |
|  |                 |

|  | Zhenyuanlong                                                    |
|  |                                                                 |
|  | Microraptoria                                                   |
|  |                                                                 |
|  | \| \| Bambiraptor \| \| \| \| \| \| Eudromaeosauria \| \| \| \| |
|  |                                                                 |
|  | Bambiraptor                                                     |
|  |                                                                 |
|  | Eudromaeosauria                                                 |
|  |                                                                 |

|  | Bambiraptor     |
|  |                 |
|  | Eudromaeosauria |
|  |                 |

|  | Zhenyuanlong                                                    |
|  |                                                                 |
|  | Microraptoria                                                   |
|  |                                                                 |
|  | \| \| Bambiraptor \| \| \| \| \| \| Eudromaeosauria \| \| \| \| |
|  |                                                                 |
|  | Bambiraptor                                                     |
|  |                                                                 |
|  | Eudromaeosauria                                                 |
|  |                                                                 |

|  | Bambiraptor     |
|  |                 |
|  | Eudromaeosauria |
|  |                 |

## Levenswijze

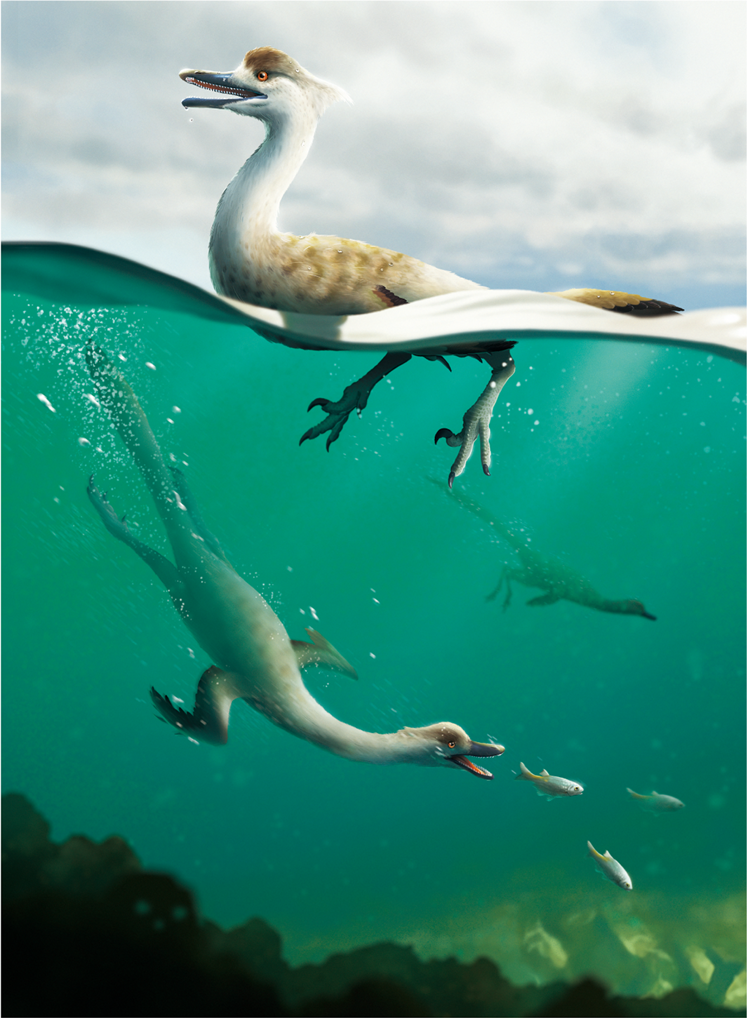
Natovenator als duikende viseter

De bouw van Natovenator zou volgens het beschrijvende artikel sterk wijzen op een zwemmende levenswijze. Dat geldt vooral voor de plaatsing van de ribben die naar achteren gericht zijn zodat de romp afgeplat, tonvormig en gestroomlijnd wordt, een aanpassing die typisch is voor moderne duikvogels. De stroomlijning is echter relatief. De wervels zijn niet naar achteren gericht en de buikorganen niet naar voren geschoven zoals bij echte zeedieren. De beschrijvers duiden Natovenator daarom aan als "semi-aquatisch". Hij zou een effectieve zwemmer geweest zijn. Hij zou dezelfde niche gevuld hebben als Halszkaraptor waarvan wel is aangenomen dat hij zich met zijn voorpoten voortbewoog. Dat laatste kan bij Natovenator niet met zekerheid worden vastgesteld.
Een verdere aanwijzing voor het zwemmen werd gezien in de lange nek. Problematisch bij die interpretatie is echter dat zo'n lange nek juist extra waterweerstand opwekt. De horizontaal geplaatste gewrichtsuitsteeksels in de nek en staartbasis zouden nek en staart een goede horizontale beweeglijkheid hebben gegeven en dus een wendbaarheid die nuttig was om kleine prooien te grijpen. De praemaxilla is verlaagd en overdwars verbreed en draagt een groot aantal langere tanden met een vertraagd vervangingspatroon. Dat laatste kan gegarandeerd hebben dat steeds voldoende lange vangtanden voor in de snuit aanwezig waren. Het neusgat is naar achteren vergroot. De vele foramina wijzen op de aanwezigheid van electrosensorische organen. Dat kan nuttig zijn bij het zwemmend zoeken van een prooi maar ook het zoeken van diertjes in de modder gediend hebben, zodat Natovenator meer de levenswijze van een waadvogel gehad zou hebben.